# Iain Evans
Hon. Iain Frederick Evans (* 18. April 1959 in Darlington, South Australia) ist ein australischer Politiker der Liberal Party, der zwischen 1993 und 2014 Mitglied des South Australian House of Assembly sowie mehrmals Minister war. Er war zwischen 2006 und 2007 Vorsitzender der South Australian Liberal Party und zeitgleich Oppositionsführer in der Legislativversammlung.

## Leben

### Manager, Mitglied desSouth Australian House of Assemblyund Minister
Iain Frederick Stevens, war eines von vier Kindern des Politikers Stan Evans, der zwischen 1968 und 1993 ebenfalls Mitglied des South Australian House of Assembly war, und dessen Ehefrau Barbara „Barb“ Evans, besuchte die Grundschule und die High School in Heathfield. Danach absolvierte er ein Studium der Fachrichtung Bautechnologie am South Australian Institute of Technology, das heute zur University of South Australia gehört, und leitete daraufhin ein familiengeführtes Bau- und Einzelhandelsunternehmen.
Nach dem Rücktritt seines Vaters am 10. Dezember 1993 wurde Evans für die Liberal Party bei der darauf folgenden Wahl am 11. Dezember 1993 als dessen Nachfolger im Wahlkreis Davenport erstmals zum Mitglied der South Australian House of Assembly gewählt, des Unterhauses des Parlaments von South Australia. Er vertrat diesen Wahlkreis bis zu seinem Mandatsverzicht am 30. Oktober 2014, woraufhin sein Parteifreund Sam Duluk die daraufhin notwendige Nachwahl (By-election) am 31. Januar 2015 gewann. Während seiner Parlamentszugehörigkeit war er unter anderem zwischen dem 6. Februar 1996 und dem 2. Dezember 1997 Mitglied des Ausschusses für öffentliche Arbeiten.
In der Regierung von Premier John Olsen fungierte Evans zwischen dem 17. Dezember 1997 und dem 8. Oktober 1998 als Minister für Polizei, Justizvollzugsdienste und Rettungsdienste (Minister for Police, Correctional Services and Emergency Services) und war als solcher vom 27. Mai 1998 bis zum 3. August 1999 Mitglied des Sonderausschusses für die Notdienstabgabe (Select Committee on the Emergency Services Levy). Nachdem er vom 30. Juli bis zum 8. Oktober 1998 auch Minister für Rennsport (Minister for Racing) war, bekleidete er nach einer Umbildung der Regierung Olsen zwischen dem 8. Oktober 1998 und dem 14. Februar 2000 den Posten als Minister für Industrie und Handel (Minister for Industry and Trade) sowie zudem vom 8. Oktober 1998 bis zum 22. Oktober 2001 als Minister für Freizeit, Sport und Rennsport (Minister for Recreation, Sport and Racing). Im Zuge einer weiteren Regierungsumbildung fungierte er zwischen dem 14. Februar 2000 und dem 22. Oktober 2001 außerdem als Minister für Umwelt und Kulturerbe (Minister for Environment and Heritage) und als Minister für Freiwilligenarbeit (Minister responsible for Volunteers).
In der anschließenden Regierung von Premier Rob Kerin, der letzten liberalen Regierung bis 2018, übernahm Evans zwischen dem 22. Oktober 2001 und dem 5. März 2002 weiterhin den Posten als Minister für Umwelt und Kulturerbe sowie zudem vom 22. Oktober bis zum 4. Dezember 2001 auch wieder als Minister für Freizeit, Sport und Rennsport und als Minister für Freiwilligenarbeit. Darüber hinaus gehörte er zwischen dem 8. Oktober 1998 und dem 5. März 2002 dem Exekutivrat (Executive Council) als Mitglied an. Darüber hinaus war er vom 14. Februar 2000 bis zum 5. März 2002 Mitglied des Ministerrates für das Murray-Darling-Becken, Australiens größtes Flusssystem in einem Sedimentbecken und zugleich die größte fruchtbare Region im Südosten des Kontinents.

### „Schattenminister“, Vorsitzender der South Australian Liberal Party und Oppositionsführer
Nach der Niederlage der Liberalen Partei am 9. Februar 2002 wurde Iain Evans am 1. April 2002 in das Schattenkabinett seiner Partei unter Vorsitz von Rob Kerin berufen und fungierte zunächst bis zum 1. April 2004 als „Schattenminister für Arbeitsbeziehungen und Arbeitsplatzdienstleistungen“ und „Schattenminister für Umwelt und Naturschutz“ sowie ferner als Mitglied des Ausschusses für Wirtschaft und Finanzen. Am 2. Mai 2002 wurde ihm der Höflichkeitstitel The Honourable verliehen. Im Zuge einer Umbildung des Schattenkabinetts von Kerin übernahm er zwischen dem 14. April 2004 und dem 29. März 2006 die Positionen als „Schattenminister für Arbeitsbeziehungen“, „Schattenminister für Finanzen und Beziehungen zwischen Bund und Bundesstaaten“ und als „Schattenminister für Umwelt und Planung“. Als Nachfolger des früheren Premiers Dean Brown wurde er am 21. November 2005 stellvertretender Vorsitzender der Liberalen Partei Südaustraliens und damit auch stellvertretender Oppositionsführer in der Legislativversammlung und hatte diese beide Funktionen bis zu seiner Ablösung durch Vickie Chapman am 29. März 2006. Zugleich fungierte er noch zwischen dem 21. November 2005 und dem 29. März 2006 als „Schattenminister für Verkehr“.
Bei den Parlamentswahlen in Südaustralien am 18. März 2006 gewann die Australian Labor Party 28 von 47 Sitzen in der Legislativversammlung, die Liberal Party 15, die National Party ein und parteilose Unabhängige drei Mandate. Nach dieser neuerlichen Niederlage trat Rob Kerin am 30. März 2006 zurück, woraufhin Iain Evans dessen Nachfolger als Vorsitzender der Liberalen Partei (Leader of the South Australian Liberal Party) und damit zugleich als Oppositionsführer (Leader of the Opposition) in der Legislativversammlung. Diese beiden Funktionen behielt er bis zum 12. April 2007, woraufhin Martin Hamilton-Smith ihn ablöste. Als Oppositionsführer war er zugleich Vorsitzender des liberalen Schattenkabinetts, in dem er zwischen dem 30. März 2006 und dem 12. April 2007 auch die Funktionen als „Schattenminister für Nachhaltigkeit und Klimawandel“, „Schattenminister für soziale Eingliederung“ und als „Schattenminister für wirtschaftliche Entwicklung und Kleinunternehmen“ übernahm.
Im darauf folgenden Schattenkabinett unter Martin Hamilton-Smith fungierte er zunächst zwischen dem 18. April 2007 und dem 23. September 2008 als „Schattenminister für Regierungsunternehmen“ und als „Schattenminister für Glücksspiel“ sowie ferner vom 18. April 2007 bis zum 1. Februar 2008 als „Schattenminister für die Verwaltung des öffentlichen Sektors“, „Schattenminister für Bundes-/Staatsbeziehungen“ sowie als „Schattenminister für Bildung und Kinderbetreuung“. Im Zuge einer Umgestaltung des liberalen Schattenkabinetts fungierte er ferner vom 1. Februar 2008 bis zum 19. Juli 2009 als „Schattenminister für Freiwilligenarbeit“ und als „Schattenminister für soziale Eingliederung“ sowie außerdem zwischen dem 1. Februar und dem 23. September 2008 als „Schattenminister für Verbraucherangelegenheiten“. Bei einer neuerlichen Umbildung des Schattenkabinetts von Hamilton-Smith übernahm er schließlich vom 23. September 2009 bis zum 19. Juli 2009 die Funktionen als „Schattenminister für Jugend“, „Schattenminister für Familien und Gemeinschaften“ und als „Schattenminister für frühkindliche Entwicklung“. Nachdem Isobel Redmond am 8. Juli 2009 Hamilton-Smiths Nachfolger als Parteivorsitzende und Oppositionsführerin wurde, wurde Evans auch in deren Schattenkabinett berufen und fungierte in diesem zunächst zwischen dem 20. Juli 2009 und dem 6. April 2010 zunächst weiterhin als „Schattenminister für Freiwilligenarbeit“ sowie zugleich als „Schattenminister für Arbeitsschutz und Arbeitsbeziehungen“, „Schattenminister für Kleinunternehmen und Verbraucherangelegenheiten“, „Schattenminister für Bürokratieabbau“ und als „Schattenminister für Glücksspiel“. Des Weiteren wurde er am 8. September 2009 Mitglied des Überprüfungsausschusses für Gesetzgebung. Bei den Parlamentswahlen in Südaustralien am 20. März 2010 erhielt die Liberale Partei 41,7 Prozent der Stimmen, aufgrund des Wahlsystems jedoch nur 18 von 47 Sitzen, während die Labour Party 37,5 Prozent und 26 Mandate und die Grünen mit 8,1 Prozent kein Mandat erhielten.
Im Anschluss bildete Isobel Redmond ein neues Schattenkabinett, in dem Evans zwischen dem 7. April 2010 und dem 8. Februar 2013 „Schatten-Schatzminister“ sowie ferner vom 6. November 2012 bis zum 8. Februar 2013 „Schattenminister für staatliche Entwicklung“ und „Schattenminister für Beschäftigung“ war. Darüber hinaus war er zwischen dem 12. Mai 2010 und dem 29. Oktober 2014 auch Mitglied des Ausschusses für Wirtschaft und Finanzen. Nachdem Isobel Redmond am 4. Februar 2013 als Parteivorsitzende und Oppositionsführerin von Steven Marshall abgelöst wurde, übernahm Evans im Schattenkabinett von Marshall vom 8. Februar 2013 bis zum 12. Juni 2014 weiterhin den Posten als „Schatten-Schatzminister“ und war außerdem zwischen dem 2. April und dem 12. Juni 2014 „Schattenminister für den öffentlichen Sektor“, „Schattenminister für Arbeitsbeziehungen“ und „Schattenminister für Finanzen“. Nach seinem Ausscheiden aus dem House of Assembly ist er als Lobbyist für Leigh Creek Energy und Kangaroo Island Plantation Timbers tätig.

## Hintergrundliteratur
- Parliament of South Australia: Statistical Record of the Legislature 1836–2007 (Memento vom 11. März 2019 im Internet Archive)